# Campionati europei di dressage 2005
I Campionati europei di dressage 2005 si sono svolti a Hagen, in Germania. 

## Podi
| Evento           | Oro               | Argento          | Bronzo    |
| Gara individuale | Anky van Grunsven | Hubertus Schmidt | Jan Brink |
| Gara a squadre   | Germania          | Paesi Bassi      | Spagna    |

## Medagliere
| Posiz. | Nazione     | Oro | Argento | Bronzo | Totale |
| ------ | ----------- | --- | ------- | ------ | ------ |
| 1      | Germania    | 1   | 1       | 0      | 2      |
| 1      | Paesi Bassi | 1   | 1       | 0      | 2      |
| 3      | Svezia      | 0   | 0       | 1      | 1      |
| 3      | Spagna      | 0   | 0       | 1      | 1      |
| Totale | Totale      | 2   | 2       | 2      | 6      |